# Noah Henson
Noah Henson (ur. 1981) – gitarzysta amerykańskiej grupy Pillar z miejscowości Tulsa (Oklahoma), grającej chrześcijański hard rock. Do zespołu dołączył w 2001 roku, a współpraca zaowocowała wydaniem płyty Fireproof rok później. Podobnie jak pozostali członkowie zespołu pochodzi z rodziny kultywującej wartości chrześcijańskie.
Żonaty z Lindsey Henson, córka Hannah (ur. w październiku 2006) i syn Noah Jr. (ur. 15.03.2008).